# فرودگاه فورت مکلئود
فرودگاه فورت مکلئود (به انگلیسی: Fort Macleod Airport) یک فرودگاه همگانی است که یک باند فرود آسفالت دارد و طول باند آن ۹۱۴ متر است. این فرودگاه در کشور کانادا قرار دارد و در ارتفاع ۹۵۶ متری از سطح دریا واقع شده است.